# George Eyser
George Eyser (Kiel, Imperi Alemany 1871 - 6 de març de 1919) fou un gimnasta nord-americà, d'origen alemany, que destacà en els Jocs Olímpics d'Estiu de 1904, on aconseguí sis medalles en les proves de gimnàstica.

## Biografia
Va néixer el 31 d'agost de 1871 a la ciutat de Kiel, població situada a l'estat de Slesvig-Holstein, que en aquells moments formava part de l'Imperi Alemany i que avui dia forma part d'Alemanya.
Als 14 anys la seva família emigrà als Estats Units, establint-se inicialment a Denver (Colorado) i posteriorment a Saint Louis (Missouri). El 1894 va adoptar la nacionalitat nord-americana. En una edat desconeguda sofrí l'amputació de la cama esquerra a conseqüència d'un atropellament d'un tren, passant a utilitzar una pròtesi de fusta.
Es va suïcidar  el 6 de març de 1919 a Denver.

## Carrera esportiva
Va participar, als 32 anys, en els Jocs Olímpics d'Estiu de 1904 realitzats a Saint Louis (Estats Units), on aconseguí guanyar sis medalles, entre elles la medalla d'or en les proves de barres paral·leles, salt sobre cavall i escalada de corda; la medalla de plata en les proves de combinada i cavall amb arcs; i la medalla de bronze en la prova de barra fixa. Així mateix finalitzà quart en la prova realitzada per equips i desè en la prova de triatló gimnàstica.
Amb la seva participació en aquests Jocs Eyser es convertí en l'únic esportista amb una discapacitat física, i amb la utilització d'una pròtesi de fusta, en competir en uns Jocs Olímpics. L'any 2008 la sud-africana Natalie du Toit, amputada de la cama esquerra, es convertí en la primera esportista a aconseguir la classificació per als Jocs Olímpics d'estiu de 2008 realitzats a Pequín (República Popular de la Xina), on va finalitzar setzena en la prova de natació de 10 quilòmetres en aigües obertes.